# Taavi Kerikmäe
 (décembre 2021).
Taavi Kerikmäe (né le 30 avril 1976 à Tartu, en Estonie) est un compositeur estonien de musique électronique.

## Biographie
Taavi Kerikmäe nait le 30 avril 1976 à Tartu. Pianiste de formation, il a étudié à l'Académie estonienne de musique et de théâtre à Tallinn, ainsi qu'au Conservatoire national supérieur de musique de Lyon. Il joue du piano, du theremin et de plusieurs instruments électroniques.
Il enseigne la musique expérimentale et l'improvisation à l'académie de théâtre et de musique de Tallinn. En 2008, il a reçu le titre d'artiste électronique de l'année décerné par l'association des producteurs de disque estoniens pour son CD Death has a meaning for us (en collaboration avec le Broken Time Orchestra).
En 2016, il a été fait Chevalier des Arts et des Lettres en France.

## Activités
Il a interprété des œuvres de Gilbert Amy, Pierre Boulez, Sylvano Bussotti, Vinko Globokar, François-Bernard Mâche, Tristan Murail, Karlheinz Stockhausen, etc.
Il pratique l'improvisation en solo ou avec Chris Cutler, Jacques Di Donato, Michel Doneda, Isabelle Duthoit, Mart Soo, etc.
Il est l'auteur de musiques de scène, notamment pour le ballet Hamlet, à l'Opéra national d'Estonie (Rahvusooper Estonia), et pour La Mouette de Tchékhov, au théâtre Endla de Pärnu (Prix de la musique de scène 2007 de la Société des auteurs estoniens).

## Discographie
- Death has Meaning to Us - avec le Broken Time Orchestra (JULM Prod, 2007)
- +1 - duo avec Mart Soo (MKDK, 2007)
- ASK - avec le trio ASK (Improtest Records, 2009)
- U: Estonian New Music - avec l'ensemble U: (UCD, 2009)
- Kirme - Michel Doneda/Taavi Kerikmäe (Improtest Records 2010)
- Protuberantsid - avec l'ensemble U: (Ansambel U:, 2011)